# Route am Ende der Welt
Als Route am Ende der Welt (Spanisch: Ruta del Fin del Mundo) werden zwei Touristikstraßen im südlichsten Teil Südamerikas bezeichnet. Eine chilenische in der Region von Magellan und der chilenischen Antarktis und eine argentinische in der Provinz Feuerland, Antarktis und südatlantische Inseln, der südlichsten Region des Landes. Der Begriff „Ende der Welt“ bezieht sich auf die Tatsache, dass Chile und Argentinien die südlichsten Länder der Welt in der Nähe des Südpols sind. Ebenso liegt der südlichste Kontinentalpunkt Amerikas in Chile. Jede Route hat einen anderen Weg, daher kreuzen sie sich nicht.

## Chile
Die chilenische Route durchquert einen Teil der Naturregion Chilenisches Patagonien. Im weitesten Sinne umfasst die Route auch die Carretera Austral, die südlich der Region Los Lagos beginnt und die Region Aysén durchquert.
Die touristischen Sehenswürdigkeiten sind vielfältig. Auf der Route liegen der Nationalpark Torres del Paine sowie die Mylodonhöhle, in der 1895 der deutsche Entdecker Hermann Eberhard die Reste eines Mylodon (einer ausgestorbenen Riesenfaultier-Art) entdeckte. Im Magdalena-Insel-Nationalpark leben die Humboldt-Pinguine, die dafür bekannt sind, bis zu ihrem Tod eine monogame Art zu sein und ihre Eier gemeinsam auszubrüten. Nahe der Route befinden sich auch die patagonischen Kanäle und Fjorde.
Was den Städtetourismus betrifft, führt die Route über Punta Arenas, wo Kreuzfahrtschiffe anlegen und es auch eine Freizone gibt, geht weiter zur Insel Navarino, wo Besucher die dort gelegenen Städte und Dörfer besichtigen können, wie Puerto Williams (die bevölkerungsreichste Stadt der Insel), Caleta Eugenia und endet in Puerto Toro, der südlichsten menschlichen Siedlung auf dem amerikanischen Kontinent an den Küsten der Magellanstraße.

## Argentinien
Die argentinische Route beginnt im Norden der Insel Feuerland und führt entlang zahlreicher schneebedeckter Berge, Flüsse, Gletscher, Steppen, Wälder und dem Fagnano-See bis nach Ushuaia am Beagle-Kanal, der südlichsten Stadt der Welt. Auf dieser Route liegen die Naturschutzgebiete Reserva Costa Atlántica Tierra del Fuego im Norden, die sich bis an die Bucht San Sebastián erstreckt und in dem Zugvögel aus dem Kanadisch-arktischen Archipel nisten, die Reserva Provincial Corazón de la Isla und Reserva Natural y Paisajística Valle de Tierra Mayor in der Mitte sowie der Nationalpark Tierra del Fuego im Süden der Insel.

## Galerie

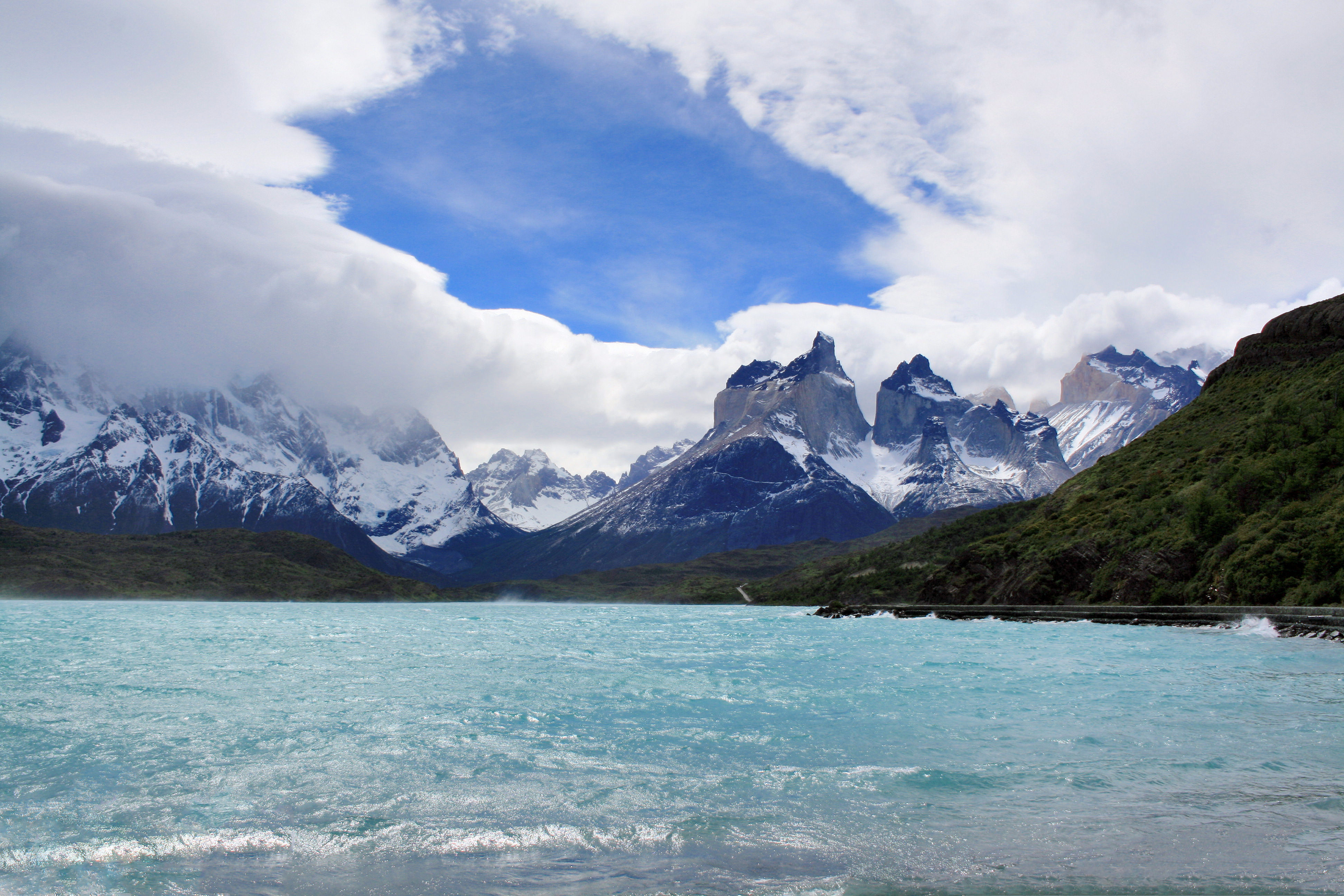
Nationalpark Torres del Paine
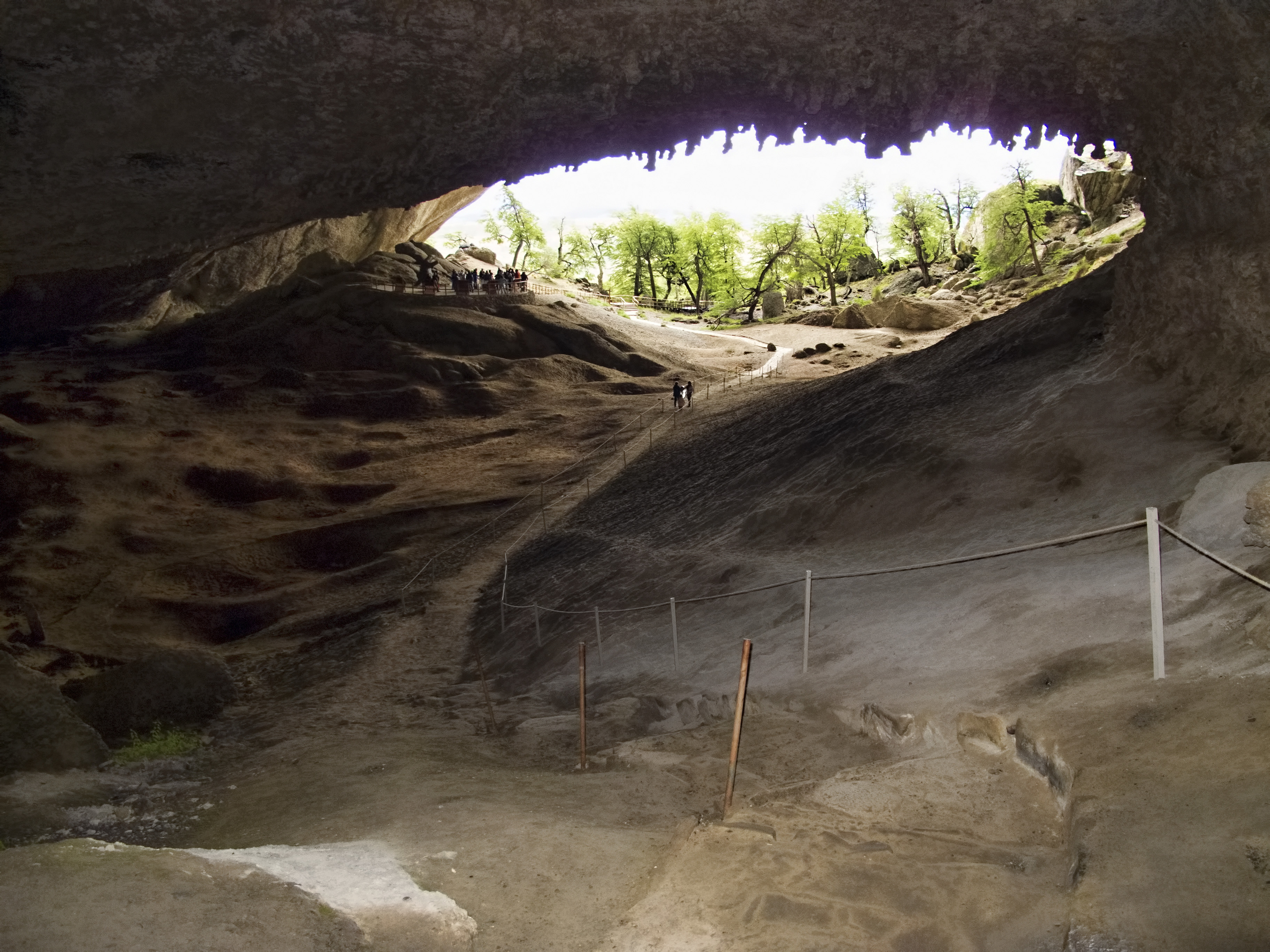
Die Mylodonhöhle
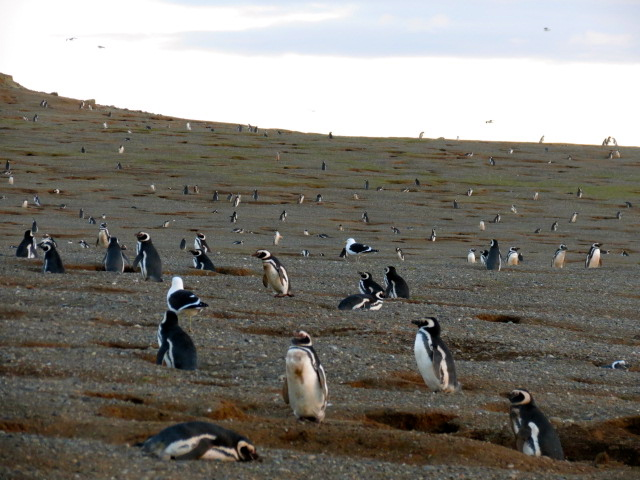
Humboldt-Pinguine nisten auf der Insel Magdalena
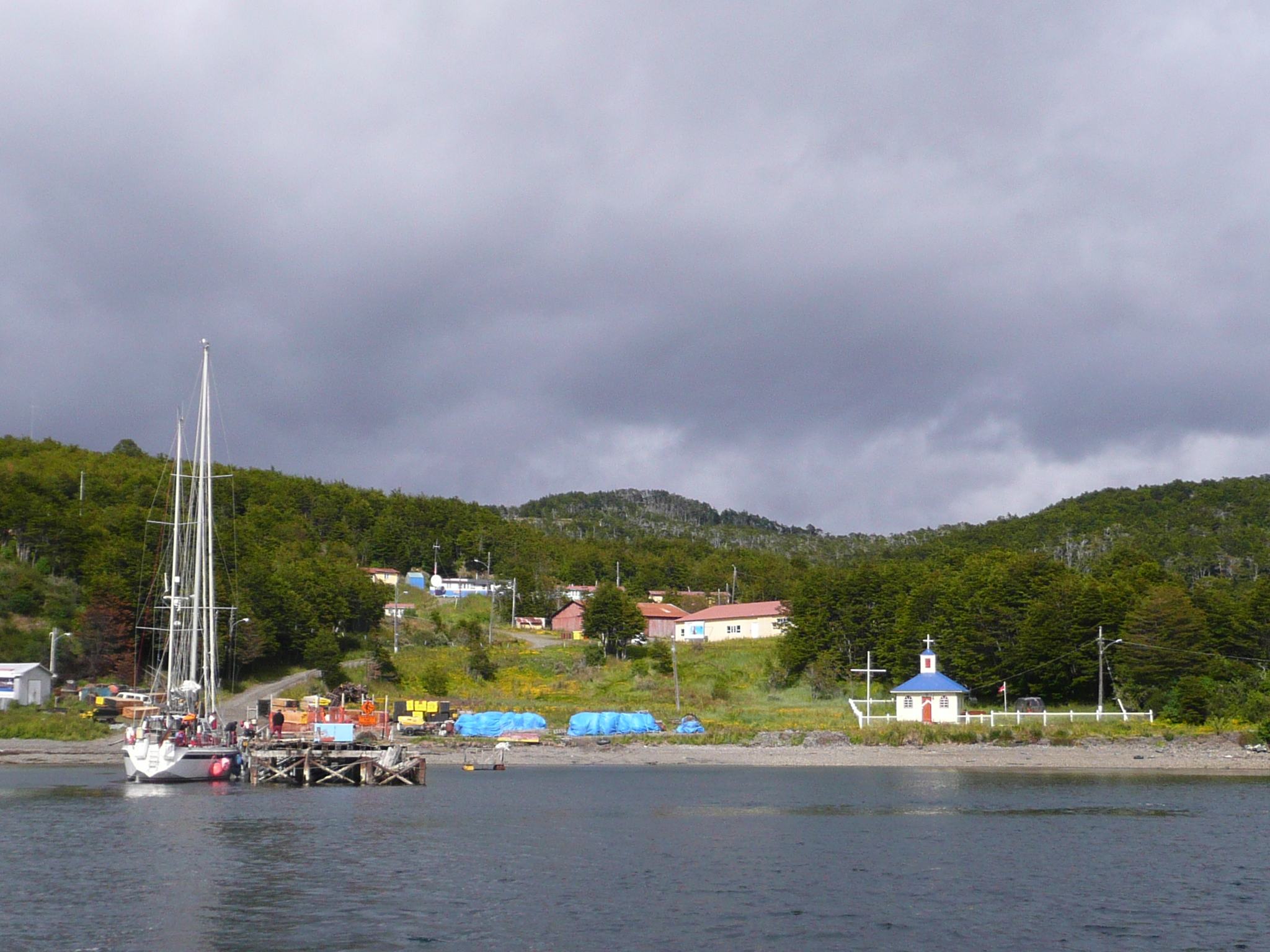
Puerto Toro
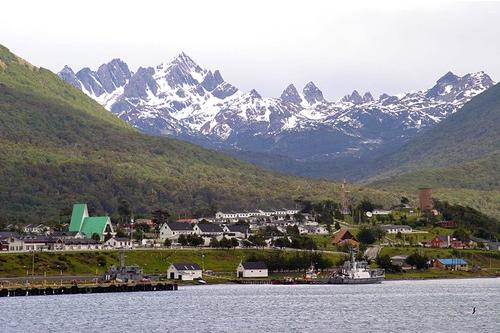
Puerto Williams
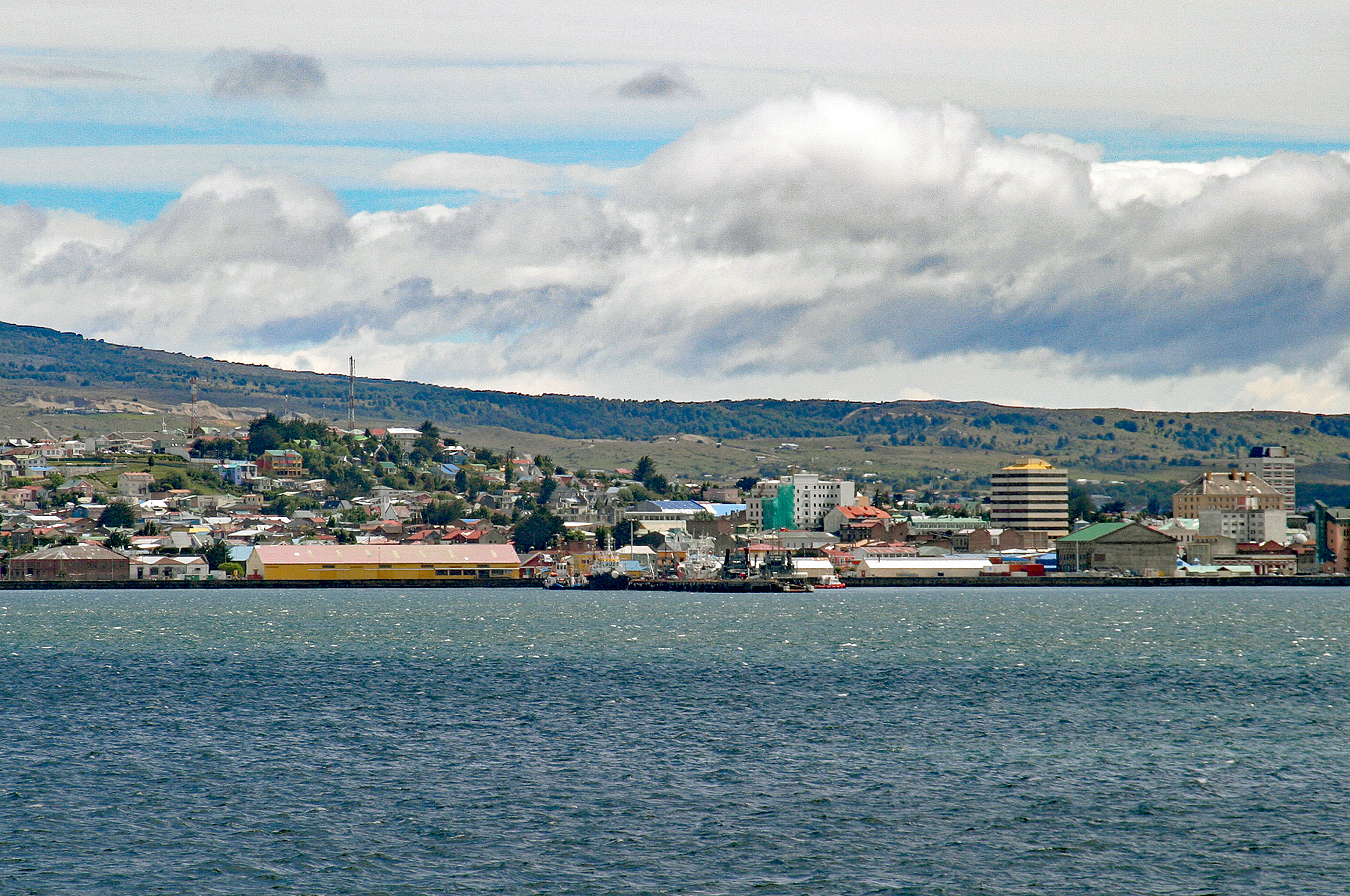
Blick auf Punta Arenas von der Magellanstraße aus
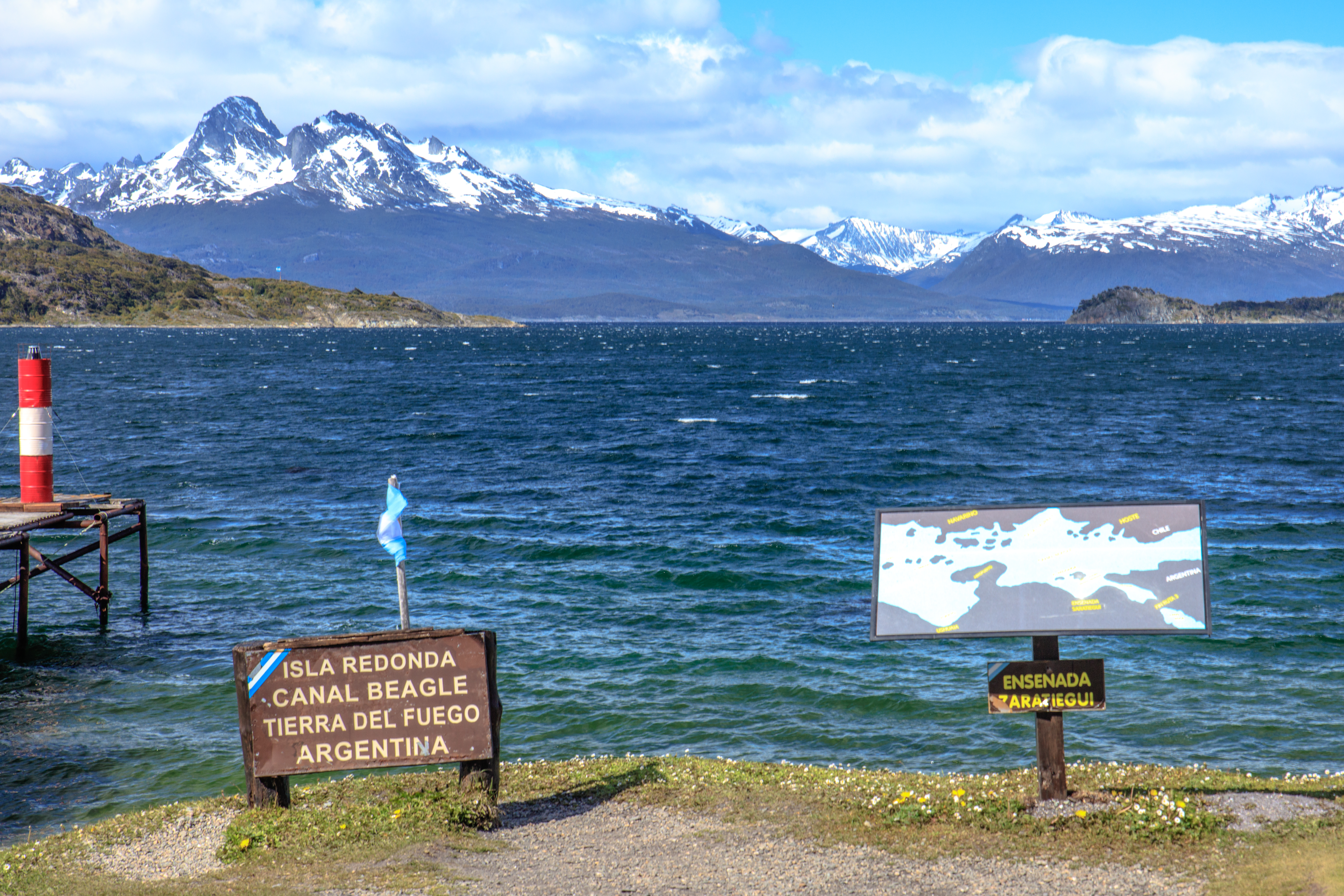
Nationalpark Tierra del Fuego
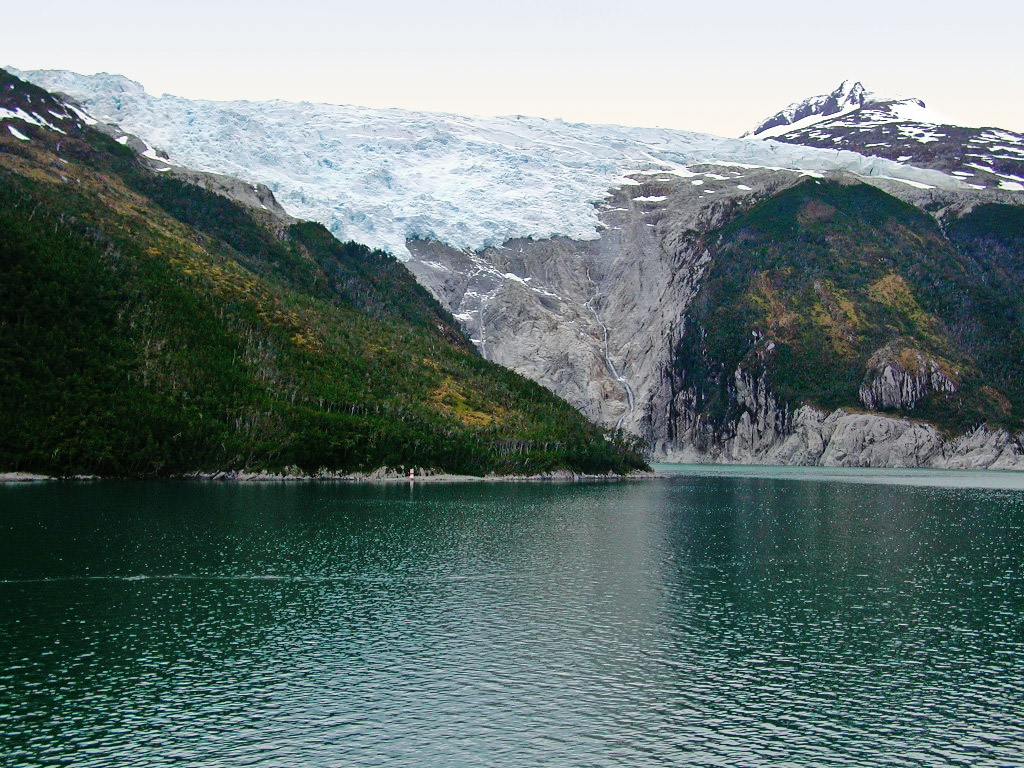
Gletscher am Beagle-Kanal
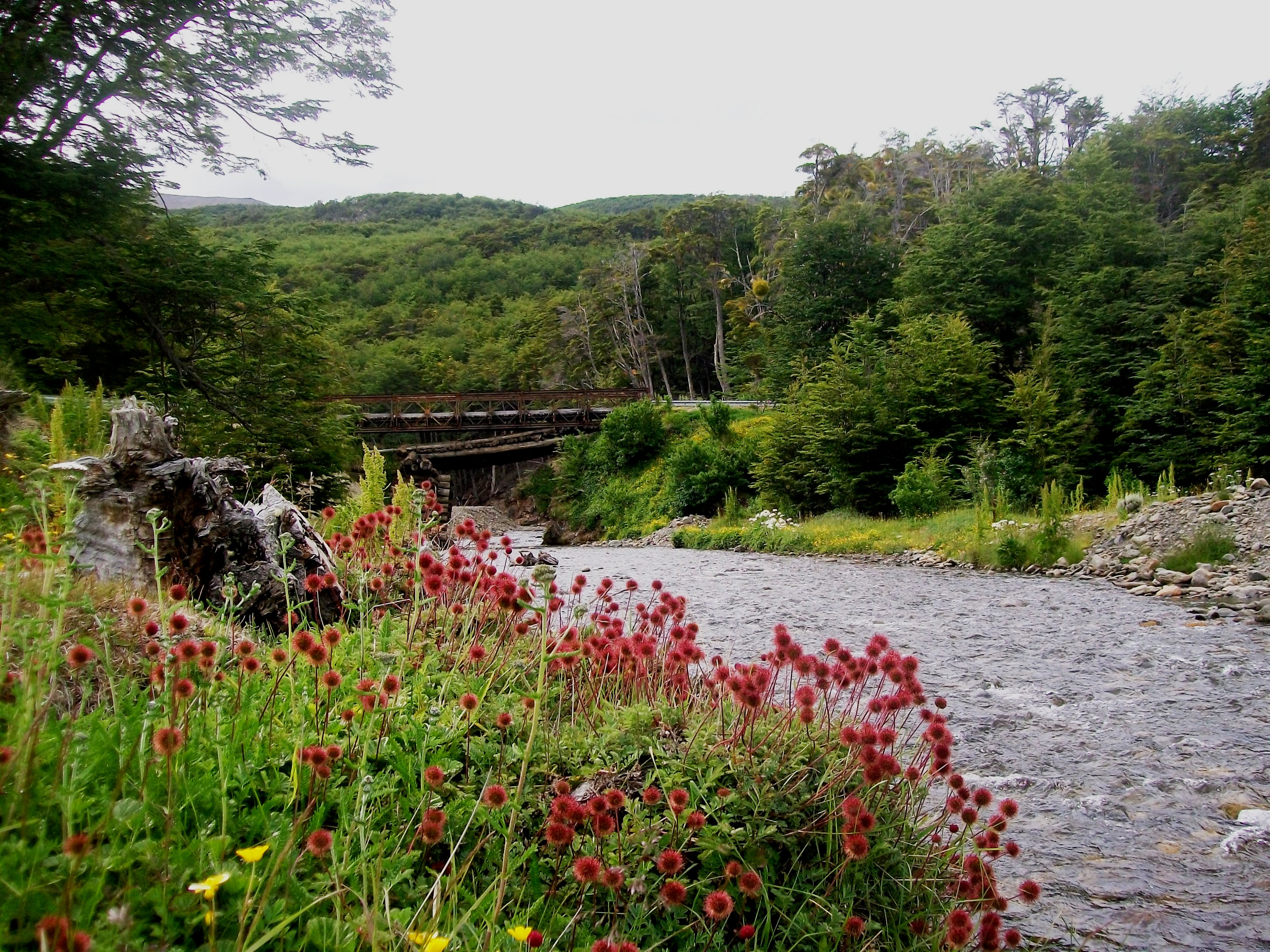
Río Almanza (Argentinien)